# 皮埃尔·德·波利尼亚克
皮埃尔·玛丽·克萨维尔·拉斐尔·安托万·梅尔基奥尔·德·波利尼亚克（Pierre Marie Xavier Raphael Antoine Melchior de Polignac，1895年10月24日—1964年11月10日），出生于法国布列塔尼莫尔比昂省。摩纳哥王子，波利尼亚克伯爵。摩纳哥亲王兰尼埃三世父亲。因與摩納哥女王儲夏洛特公主結婚而得到摩納哥王子頭銜。

## 頭銜
- 1895年－1920年：皮埃尔·德·波利尼亚克伯爵
- 1920年－1964年：皮埃尔王子殿下，瓦伦丁公爵，波利尼亚克伯爵

皮埃尔王子皇家獎章